# René Gauvin
René Gauvin est un homme politique français né le 8 juin 1859 à Angers (Maine-et-Loire) et décédé le 17 octobre 1935 à Angers.
Négociant en matériaux de construction, il dirige une briqueterie. Il est conseiller général et adjoint au maire d'Angers. Il est député de Maine-et-Loire de 1906 à 1910, inscrit au groupe Progressiste.

## Sources
- « René Gauvin », dans le Dictionnaire des parlementaires français (1889-1940), sous la direction de Jean Jolly, PUF, 1960 [détail de l’édition]

- Ressource relative à la vie publique :   - Base Sycomore